# NGC 3003
NGC 3003 ist eine Balken-Spiralgalaxie vom Hubble-Typ SBbc im Sternbild Kleiner Löwe am Nordsternhimmel. Sie ist schätzungsweise 65 Millionen Lichtjahre von der Milchstraße entfernt und hat einen Durchmesser von etwa 30.000 Lichtjahren. Gemeinsam mit NGC 3021 und NGC 3067 bildet sich das isolierte Galaxientrio KTG 26.
Im selben Himmelsareal befinden sich u. a. die Galaxien NGC 3013 und IC 2508.
Die Typ-IIL-Supernova SN 1961F wurde hier beobachtet.
Das Objekt wurde am 7. Dezember 1785 von William Herschel entdeckt.